# Демофонт (сын Тесея)
Демофонт (сын Тесея) (др.-греч. Δημοφῶν или Δημοφόων) — персонаж древнегреческой мифологии. Царь Афин. Сын Тесея и Федры (согласно Пиндару, сын Тесея и Антиопы). После захвата власти в Афинах Менесфеем сыновья Тесея Демофонт и Акамант нашли убежище на Эвбее у Элефенора, сына Халкодонта.
Воевал под Троей с войском Элефенора с Евбеи. Однако у Еврипида изображен как афинский царь, приведший 60 кораблей к Трое. Есть предание, что троянская царевна Лаодика тайно родила от Демофонта сына Муниха.

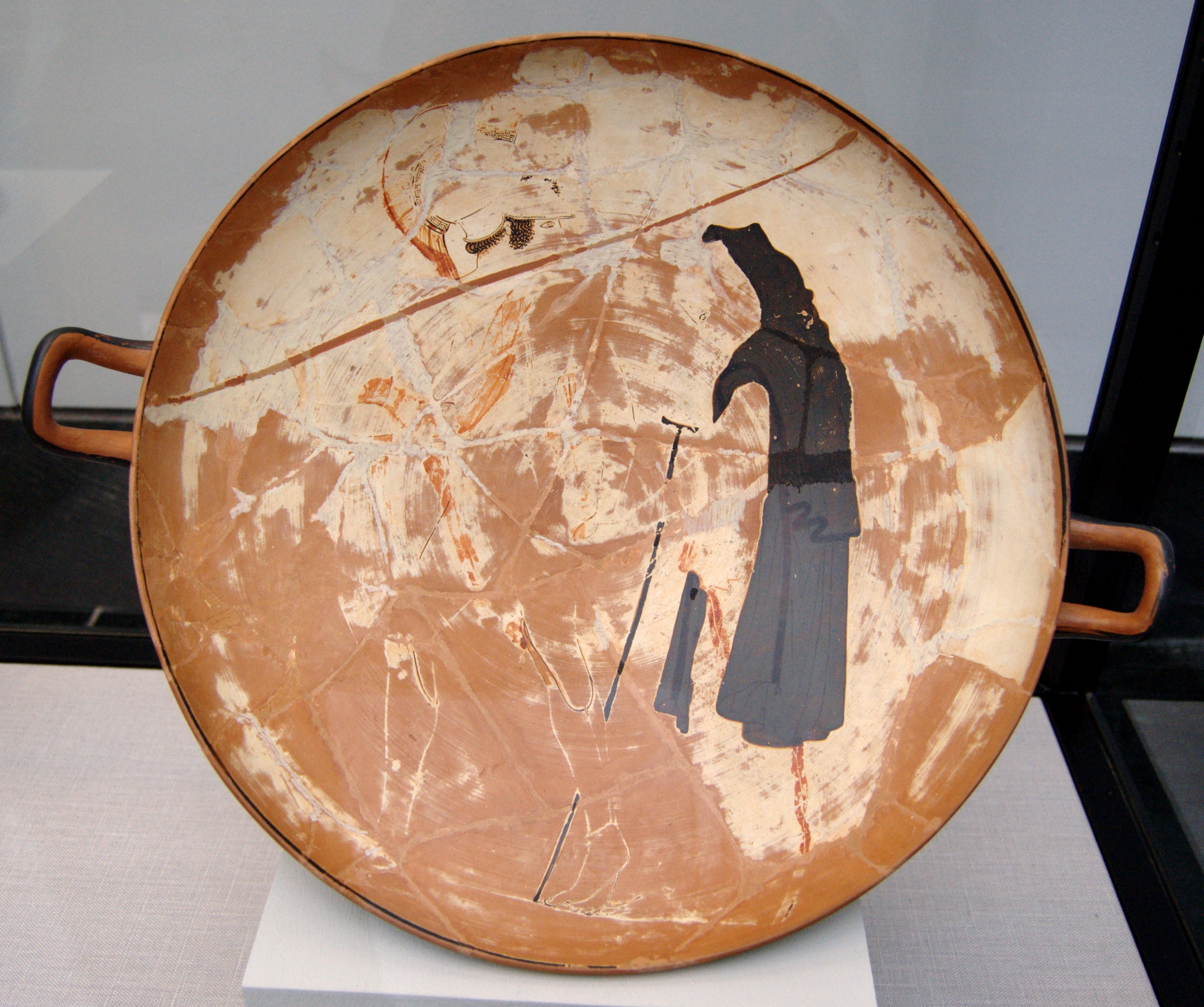
Демофонт освобождает Эфру.

Сидел в троянском коне. Освободил с братом при взятии Трои мать Тесея Эфру. Согласно поэме Лесха, при взятии Трои Эфра укрылась в лагере греков, там узнана детьми Тесея. С согласия Елены Агамемнон вернул её Демофонту.
При возвращении из Трои Демофонт причалил к области бисалтов во Фракии, здесь его полюбила царская дочь Филлида. Отец Филлиды отдал ему дочь в жены с царской властью в приданое. Однако Демофонт решил вернуться, и Филлида провожала его до Девяти Дорог, на прощание подарив ему ящик со святыней Реи.
Затем вернулся в Афины и стал царем. При возвращении из Илиона Диомед случайно высадился около Фалера. Демофонт, приняв их за неприятелей, напал на них и похитил Палладиум у Диомеда. Во время боя он случайно раздавил конём афинянина. Демофонт первым привлечён к суду за невольное убийство (суд «У Палладия»).
Демофонт прибыл на Кипр и поселился там. Основал город Эпею на Кипре, на реке Кларии, который позднее царь Филокипр переименовал в Солы. Письмо Филлиды к Демофонту сочинил Овидий. По истечении условленного времени Филлида прокляла Демофонта и покончила с собой. Когда Демофонт открыл ящик, он, охваченный ужасом, вскочил на коня и поскакал, конь споткнулся, и Демофонт упал с коня на свой меч. Другие говорят, что Демофонт вернулся во Фракию, и, когда он обнял сухое миндальное дерево, в которое превратилась Филлида, оно зацвело
Действующее лицо трагедий Еврипида («Гераклиды») и Михаила Ломоносова («Демофонт»).